# MHIプラント
MHIプラント株式会社（エムエイチアイプラント、MHI Plant Co., Ltd.）は、かつて存在した日本の企業。
2023年4月1日をもって、親会社のPrimetals Technologies Japan株式会社が吸収合併することとなった。

## 概要
三菱重工業100%出資の子会社。プラント機器の据付工事が主な事業。
当初は三菱重工業広島製作所で製作されていた発電用ボイラー・タービン（長崎造船所、横浜製作所に移管済み）、製鉄機械（三菱日立製鉄機械に三菱重工業から移管済み）などの据付工事を行っていたが、その後他事業所（長崎造船所、高砂製作所、横浜製作所）で製作されるプラント機器の据付工事も行っている。
また、プラント機器の据付工事のみならず、工事の設計、据付工事後のメンテナンス等も行っており、プレハブ配管を製作する為の工場設備も三菱重工業広島製作所の敷地内に有している。

## 本社と主な事業部
- 本社
  - 広島市西区観音新町4-6-22
- 事業部
  - 機鉄・プラント事業部（広島）、原動機建設事業部（広島）

## 沿革
- 1969年（昭和44年） 12月 - 菱重プラント建設株式会社として設立
- 1980年（昭和55年） 4月 - 東京支社を開設
- 1981年（昭和56年） 10月 - 社名を三菱重工プラント建設株式会社に変更
- 1982年（昭和57年） 3月 - 長崎事業所を開設
- 1984年（昭和59年） 4月 - 高砂事業所を開設
- 1990年（平成2年） 1月 - 横浜事業所を開設
- 2007年（平成19年） 4月 - 三原事務所を開設
- 2008年（平成20年） 4月 - 三菱重工ガスタービンサービス株式会社と合併
- 2012年（平成24年） 4月 - 三原事務所を神戸に移転し、神戸事務所開設
- 2013年（平成25年） 4月 - 発電設備、化学プラント及び交通システムに係る据付・試運転に関する事業を分割し、MHIプラントエンジニアリング株式会社に譲渡。また、ガスタービンに係る保守点検・アフターサービスに関する事業を分割し、三菱重工ガスタービンサービス株式会社に譲渡。
- 2014年（平成26年）12月 - 社名をMHIプラント株式会社に変更。